# Datronia
Datronia is een geslacht van schimmels behorend tot de familie Polyporaceae. De typesoort is Datronia mollis, maar deze is later ingedeeld als Podofomes mollis.
Datronia is een geslacht van poroïde korstschimmels in de familie Polyporaceae. Het geslacht werd in 1966 omschreven door Marinus Anton Donk, met Datronia mollis als typesoort. Donk legde uit dat de geslachtsbeschrijving was afgekort, omdat het alleen zijn bedoeling was om het geslacht geldig te publiceren, en dat verschillende hedendaagse auteurs de naam al hadden aanvaard.
Datronia-schimmels veroorzaken witrot in loofhout. Datronia bevat zes soorten die voorkomen in noordelijke gematigde streken. De laatste toevoeging, Datronia ustulatiligna, werd in 2015 beschreven vanuit Himachal Pradesh in India.

## Kenmerken
Datronia bevindt zich in de kern polyporoid clade, een fylogenetische groepering van soorten die voor het eerst werd geïdentificeerd door Binder en collega's in 2005. De clade bevat veel van de geslachten die traditioneel worden geassocieerd met de families Polyporaceae en Ganodermataceae. Binnen de kern polyporoid clade maakt het deel uit van de polyporus clade, die het polyfyletische geslacht Polyporus omvat, evenals de geslachten Cryptoporus, Daedaleopsis, Earliella, Megasporoporia en Microporus. In 2014 werd Datronia scutellata overgebracht naar het nieuwe geslacht Datroniella toen moleculaire analyse aantoonde dat het niet nauw verwant was aan D. mollis en D. stereoides.

## Soorten
Volgens Index Fungorum telt het geslacht vier soorten (peildatum augustus 2023):
| Soortnaam              | Auteur(s)                      | Publicatiejaar |
| ---------------------- | ------------------------------ | -------------- |
| Datronia africana      | Ryvarden                       | 2019           |
| Datronia perstrata     | (Corner) T. Hatt. & Sotome     | 2013           |
| Datronia taylorii      | (Murrill) Ryvarden             | 2015           |
| Datronia ustulatiligna | Harpr. Kaur, G. Kaur & Dhingra | 2015           |